# Thomas Dolak junior
Thomas Dolak junior (* 25. März 1979 in Gottwaldov, Tschechoslowakei) ist ein ehemaliger deutsch-tschechischer Eishockeyspieler und derzeitiger -trainer, der im Verlauf seiner aktiven Karriere zwischen 1995 und 2015 unter anderem 870 Spiele in der Deutschen Eishockey Liga (DEL) auf der Position des linken Flügelstürmers bestritten hat. Mit den Hannover Scorpions gewann Dolak, dessen Vater Thomas Dolak senior ebenfalls Eishockeyspieler und -trainer war, im Jahr 2010 die Deutsche Meisterschaft. Seit Juni 2024 ist er als Assistenztrainer bei den Augsburger Panthern tätig.

## Spielerkarriere
Dolak verbrachte den Beginn seiner Juniorenkarriere in der Nachwuchsabteilung des EHC Freiburg, wo sein Vater Thomas Dolak senior seit den 1980er-Jahren zunächst als Spieler und anschließend als Trainer tätig war. Bereits mit 16 Jahren debütierte Dolak in der Saison 1994/95 für den EHC in der zweitklassigen 1. Liga. Um in einer starken Juniorenliga spielen zu können, wechselte der Stürmer im Jahr 1997 nach Nordamerika, wo er für die Kingston Frontenacs, die ihn beim CHL Import Draft 1997 in der zweiten Runde als insgesamt 53. Akteur ausgewählt hatten, und die North Bay Centennials in der Ontario Hockey League (OHL) auf dem Eis stand. Im Jahr zuvor hatten ihn die Faucons de Sherbrooke beim CHL Import Draft 1996 in der zweiten Runde als insgesamt 63. Spieler gezogen, er war aber nicht dorthin gewechselt.
Zur Saison 1998/99 unterschrieb der Flügelspieler einen Vertrag bei den Kassel Huskies aus der Deutschen Eishockey Liga (DEL), die er nach zwei Spielzeiten in Richtung des amtierenden Deutschen Meisters München Barons verließ. Dort absolvierte Dolak eine ordentliche Saison, enttäuschte aber ein Jahr darauf, was sich auch nach dem Umzug der Mannschaft nach Hamburg, wo es als Hamburg Freezers am Spielbetrieb teilnahm, nicht änderte. Zur Saison 2003/04 wechselte der Linksschütze aus diesem Grund zu den Hannover Scorpions, bei denen er mit 31 Scorerpunkten in der Spielzeit 2005/06 den Durchbruch schaffte.
Bei den Scorpions avancierte der Deutsch-Tscheche zu einem der Publikumslieblinge und wurde mit ihnen in der Spielzeit 2009/10 Deutscher Meister. Er schoss im entscheidenden Finalspiel am 25. April 2010 gegen die Augsburger Panther das spielentscheidende Tor zum 3:2 für die Hannover Scorpions. Zur Saison 2011/12 wechselte Dolak innerhalb der DEL und kehrte zu den Hamburg Freezers zurück, die er nach der Saison 2012/13 verließ und erneut zu den Hannover Scorpions zurückkehrte. Dort agierte er bis Dezember als Assistenztrainer, da er aus gesundheitlichen Gründen nicht in der Lage war zu spielen, und beendete daraufhin seine aktive Karriere.

### International
Für die deutsche U20-Nationalmannschaft nahm Thomas Dolak an den Junioren-Weltmeisterschaften der Jahre 1997 und 1998 sowie – nach dem Abstieg im Vorjahr – der B-Weltmeisterschaft 1999 teil. Ebenso absolvierte er die U18-Junioren-Europameisterschaften in den Jahren 1996 und 1997.
Mit der A-Nationalmannschaft bestritt er die B-Weltmeisterschaft 2000, bei der der Wiederaufstieg in die A-Gruppe gelang. Zuvor hatte der Stürmer im selben Jahr am stattfindenden Qualifikationsturnier für die Olympischen Winterspiele 2002 in Salt Lake City teilgenommen. Mit fünf Scorerpunkten in drei Spielen hatte er maßgeblichen Anteil am Erreichen der nächsten Runde.

## Trainerkarriere
Ab 2014 war Dolak im Nachwuchsbereich der Düsseldorfer EG als Trainer beschäftigt. Am 15. Februar 2015 wurde er aufgrund der angespannten Personalsituation bei der DEL lizenziert und lief am 20. Februar – 691 Tage nach seinem Rücktritt – im Spiel gegen die Adler Mannheim auf, wobei er gleich eine Vorlage zum 4:3-Sieg nach Verlängerung beisteuerte. Zwischen Januar und April 2018 betreute Dolak als Assistenztrainer von Tobias Abstreiter die Profimannschaft der Düsseldorfer EG in der DEL. Im März 2019 verkündeten die Düsseldorfer, dass Dolak mit dem Beginn der Saison 2019/20 fest als Assistent zum Stab der DEG-Profimannschaft gehören würde, nachdem er zuvor die U17 betreut hatte. Anschließend arbeitete er bis zum Ende der Spielzeit 2022/23 in selber Funktion unter Cheftrainer Roger Hansson, ehe er Ende März 2023 zum Cheftrainer befördert wurde. Mit seiner Mannschaft verpasste er als Tabellenelfter die Pre-Playoffs der Spielzeit 2023/24, woraufhin sich der Klub im Juni 2024 von ihm trennte.
Noch im selben Monat wurde er vom Ligakonkurrenten Augsburger Panther als Assistenztrainer verpflichtet.

## Erfolge und Auszeichnungen
- 1999 Teilnahme am DEL All-Star Game
- 2004 Teilnahme am DEL All-Star Game
- 2010 Deutscher Meister mit den Hannover Scorpions

### International
- 2000 Aufstieg in die A-Gruppe bei der B-Weltmeisterschaft

## Karrierestatistik

### International
Vertrat Deutschland bei:
| - U18-Junioren-Europameisterschaft 1996 - Junioren-Weltmeisterschaft 1997 - U18-Junioren-Europameisterschaft 1997 - Junioren-Weltmeisterschaft 1998 | - Junioren-B-Weltmeisterschaft 1999 - Qualifikationsturnier für die Olympischen Winterspiele 2002 - B-Weltmeisterschaft 2000 |

(Legende zur Spielerstatistik: Sp oder GP = absolvierte Spiele; T oder G = erzielte Tore; V oder A = erzielte Assists; Pkt oder Pts = erzielte Scorerpunkte; SM oder PIM = erhaltene Strafminuten; +/− = Plus/Minus-Bilanz; PP = erzielte Überzahltore; SH = erzielte Unterzahltore; GW = erzielte Siegtore; 1 Play-downs/Relegation; Kursiv: Statistik nicht vollständig)